# Économie de Saint-Marin
La République de Saint-Marin n'est pas membre de l'Union européenne, mais lui est fortement liée au travers de ses accords douaniers et monétaires avec l'Italie. À la suite d'une nouvelle convention monétaire passée entre la République italienne, au nom de la Communauté européenne, et la République de Saint-Marin, cette dernière est autorisée, depuis le 1er janvier 1999, à utiliser l'euro comme monnaie officielle. Saint-Marin n'a pas le droit d'émettre des billets en euros, mais peut frapper des pièces en euros avec face nationale spécifique à la République à compter du 1er janvier 2002.
Le PNB de la République de Saint-Marin s'est élevé à 0,36 milliard de dollars en 2003, représentant un PNB par habitant de 13 333 dollars. Ce petit état vit essentiellement du tourisme (3 millions de visiteurs par an), de l'agriculture (17 % de surfaces cultivées : blé, orge, olives…) et de la philatélie. Dans le domaine des services, Saint-Marin sert aussi à domicilier des entreprises.
Tout comme d'autres micro-États, Saint-Marin est un ancien paradis fiscal.